# Аримазес
Аримазес (др.-греч. Ἀριμάζης) или Ариомазес (др.-греч. Ἀριομάζης) — согдийский военачальник времён Ахеменидов, оборонявший от македонской армии крепость под названием «согдийская скала» или «скала Аримазеса».
Аримазес изначально отказался сдавать крепость Александру Македонскому, но потом уступил, когда некоторые из македонцев поднялись на вершину. В этой крепости Александр нашел Роксану, дочь вождя бактрийцев Оксиарта, которую сделал своей женой. Историк первого века Квинт Курций Руф рассказывает о том, что Александр распял Аримазеса и взятых в плен аристократов, но это не упоминается греческим историком Аррианом в его рассказе или Полиэном и скорее всего не является истинной.